# Theridion odoratum
Theridion odoratum är en spindelart som beskrevs av Zhu 1998. Theridion odoratum ingår i släktet Theridion och familjen klotspindlar. Inga underarter finns listade i Catalogue of Life.